# CHICK FIGHTS SUN
CHICK FIGHTS SUN（チック・ファイツ・サン）は、かつて存在した日本の女子プロレス団体。「CHICK FIGHTS」は「女子プロレス」の俗称。運営はファースト・オン・ステージ。

## 団体名の由来
「女子プロレス界の太陽になるため」が由来。

## 特徴
アメージング・コングを筆頭とした対アメリカ、対外国人選手を軸にしている。これはファースト・オン・ステージの前身であるプロレスリングZERO-ONEの特色であり、その影響を受けたものと思われる。

## 概要
2005年、元全日本女子プロレスの高橋奈苗が自主興行「ドリームキャッチャー」を開催していたが、高橋のマネジメント先であったKOプロダクションの事業停止を受けてプロレスリングZERO1-MAXが運営してZERO1-MAX女子部を設立予定だったファースト・オン・ステージが吸収して設立。
所属選手とスタッフは全員元全日本女子であり、夏樹☆たいよう以外は全日本女子解散まで所属していたため、実質全日本女子系譜を受け継ぐ女子プロレス団体であったと言える。ドリームキャッチャーのフロントは、そのままファースト・オン・ステージに移って運営している。

## 歴史
- 2006年8月1日、プロレスリングSUN（プロレスリング・サン）を設立。
- 10月1日、後楽園ホールで旗揚げ戦「SUN RISE」を開催。
- 2007年10月6日、団体名をCHICK FIGHTS SUN（チック・ファイツ・サン）に改称。
- 2008年3月3日、ファースト・オン・ステージの方針により解散することを発表。
- 2009年4月26日、ベルサール六本木大会を最後に解散。

## タイトル
- AWA世界女子王座

## 最終所属選手
- Hikaru
- 前村早紀

## スタッフ

### レフェリー
- 笹崎勝己（プロレスリングZERO1-MAX）

### リングアナウンサー
- オッキー沖田（プロレスリングZERO1-MAX）

## 歴代所属選手
- 高橋奈苗（現：高橋奈七永）
- 夏樹☆たいよう（現：南月たいよう）